# 禁酒局
禁酒局（英語：Bureau of Prohibition）或禁酒部（Prohibition Unit），是美國政府為執行1919年全國禁酒法而成立的聯邦執法機構，該禁酒法俗稱為沃爾斯泰德法（Volstead Act），詳細說明了美國憲法的第18修正案，關於禁止製造、銷售和運輸酒精飲品。當禁酒部於1920年首次成立時，它是美國國家稅務局的一個單位。1927年4月1日，禁酒部成為美國財政部內部的一個獨立實體，將其名稱從禁酒部改為禁酒局。1930年，禁酒局成為美國司法部的一部分。到1933年，隨著禁酒令即將廢除，禁酒局被短暫吞并到當時稱為調查局（Bureau of Investigation，BOI）的聯邦調查局（FBI），並成為該局的「酒精飲料部門」（Alcohol Beverage Unit），但為了實際目的，它繼續成為一個單獨的機構。在此之後不久，禁酒令廢除成為現實，禁酒局被調回到財政部，它在那裡被重新命名為酒稅部。

## 職責
禁酒局的主要職責是阻止酒精銷售和消費。探員的任務是打倒非法私酒集團，並在紐約市和芝加哥等的城市突襲許多受歡迎的夜總會。探員往往只得到低工資，而禁酒局因容許好多無資格的人成為探員而臭名昭著。不過，因為他們能夠僱用更多的探員，這樣做法鞏固了該局。1929年，增加處罰法（或稱瓊斯法〔Jones Law〕）通過。瓊斯法增加了先前在沃爾斯泰德法（Volstead Act）中規定的違法行為。在公眾輿論中，這加強了人們對禁酒探員的敵意，因為他們許多人當中，例如紐約市禁酒行政官Maurice Campbell少校，就已經因為對紐約市名流經常占據的受歡迎俱樂部進行突襲而受到憎恨。

## 出名的探員
禁酒局的調查員被稱為禁酒探員（Prohibition Agents，或者口語稱為Prohis），而最出名的探員是艾略特·內斯。其他出名探員有法蘭克·哈默、Tom Threepersons、James L. "Lone Wolf" Asher、Pat Roche以及理查·詹姆斯·「雙槍」·哈特，他是艾爾·卡彭的哥哥，在一次幫派打鬥後逃離紐約市，16歲時離家出走。
伊茲·愛因斯坦與莫爾·史密斯兩人小組，撰寫過該局歷史上最佳的逮捕記錄。他們逮捕過4,932人，同時沒收了超過5,000,000瓶酒。第一名女性探員是吉奧基·霍普利。

### 鐵面無私
鐵面無私（Untouchables）是非常出名的禁酒探員團隊，他們曾擊敗著名的黑幫艾爾·卡彭。該團隊的領袖是艾略特·內斯。

## 貪污腐敗與公眾看法
儘管禁酒探員的任務是阻止酒精消費，但許多探員容易被收買。在禁酒令的早期階段，據稱一些探員接受賄賂以換取對非法私酒睜一只眼，閉一只眼，主要是因為探員的工資相對較低。還有傳言說，許多探員會喝被他們沒收的酒。在公眾輿論中，禁酒局的探員並不被視為正面的人。一些禁酒探員因殺害無辜平民和騷擾小型私酒販而臭名昭著，同時對黑幫份子和他們的有錢顧客視而不見。

## 流行文化
- 艾略特·內斯的自傳《鐵面無私（英语：Untouchables (law enforcement)）》成為了暢銷書，其後被改編成兩部電視劇（1959年（英语：The Untouchables (1959 TV series)）和1993年）和電影。
- 電視電影《Izzy and Moe（英语：Izzy and Moe）》由傑基·葛里森和亞特·卡尼主演，故事粗略改編自伊茲·愛因斯坦和莫爾·史密斯。
- 禁酒局在HBO犯罪電視劇《酒私風雲》中佔了舉足輕重的位置，特別是透過尼爾森·范奧登探員的角色。

## 外部連結
- . Our History - Bureau of Alcohol, Tobacco, Firearms and Explosives. U.S. Department of Justice.   [2019-02-08]. （原始内容存档于2018-01-23）.
- . ATF's Legacy of Diversity - Bureau of Alcohol, Tobacco, Firearms and Explosives. U.S. Department of Justice.   [2019-02-08]. （原始内容存档于2021-04-22）.

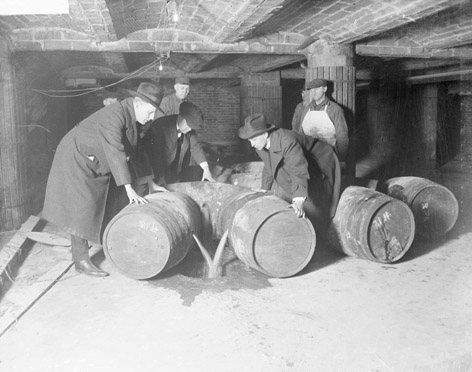
大約1921年，禁酒探員摧毀酒桶

- . United States Department of Justice - Bureau of Prohibition. Officer Down Memorial Page.   [2019-02-08]. （原始内容存档于2021-02-26）.
- Ken Burns; Lynn Novick. . PBS - Ken Burns Prohibition. The Prohibition Film Project. Public Broadcasting Service (PBS).   [2019-02-08]. （原始内容存档于2021-04-25）.
- "Bureau of Alcohol, Tobacco, Firearms and Explosives." ATF. N.p., 29 Dec. 2008. Web. 16 Oct. 2013. <https://web.archive.org/web/20131011022554/http://www.atf.gov/press/releases/2008/12/122908-historical-badges-tell-story.html%3E.%5B%5D
- Hanson, Ph.D., David J. . AlcoholProblemsandSolutions.org. State University of New York.   [2019-02-08]. （原始内容存档于2020-11-28）.
- Lerner, Michael A. . Cambridge, Massachusetts: Harvard University Press. 2008: 1–351. ISBN 978-0674030572. OCLC 225874285.
- "Prohibition." Prohibition. N.p., n.d. Web. 16 Oct. 2013. <http://mailer.fsu.edu/~jmrichar/amh1000/fa02/prohibition.htm>[永久].